# Полухін Анатолій Васильович
Полухін Анатолій Васильович (1 травня 1947, Липецька область, РРФСР, СРСР) — член Координаційної ради з підготовки авіаційних фахівців при Міждержавному авіаційному комітеті, автор понад 60 наукових та науково-методичних праць.

## Біографія
Народився 1 травня 1947 року у в Липецькій області (Росія) в сім'ї службовців.
У 1965 році закінчив середню школу і в тому ж році вступив на факультет автоматики та обчислювальної техніки Київського інституту інженерів цивільної авіації (КІІЦА), який з відзнакою закінчив у 1970 році за спеціальністю 0608 «Електронні обчислювальні машини».

## Наукова діяльність
Після закінчення інституту з 1970 по 1985 рік працював на посадах інженера, старшого інженера, старшого наукового співробітника в науково-дослідних підрозділах КІІЦА.
У 1984 році захистив дисертацію на здобуття наукового ступеня кандидата технічних наук за спеціальністю 05.07.09 «Динаміка, балістика та керування рухом літальних апаратів».
У складі робочих груп Міністерства освіти і науки України неодноразово брав участь у розробці нормативно-правової бази організації навчального процесу у вищих навчальних закладах України.
Член Координаційної ради з підготовки авіаційних фахівців при Міждержавному авіаційному комітеті.

## Посади
1985 рік — отримав вчене звання старшого наукового співробітника;
1990 рік — вчене звання доцента;
2004 рік — вчене звання професора Національного авіаційного університету;
З 1985 року — на викладацькій роботі на посаді доцента, а з 2004 року — на посаді професора кафедри комп'ютерних інформаційних технологій.
З 1990 по 1999 рік –заступник декана факультету автоматики та обчислювальної техніки з навчально-методичної роботи.
У 1998-1999 роках виконував обов'язки декана факультету автоматики та обчислювальної техніки.
З 1999 по 2008 рік — заступник проректора з навчальної роботи, начальник навчально-методичного управління Національного авіаційного університету.
З 2008 року — проректор з навчальної роботи Національного авіаційного університету, представник керівництва університету з якості, відповідальний за організацію розробки, впровадження, сертифікації та безперервного удосконалення системи менеджменту якості університету відповідно до вимог стандарту ISO 9001:2008.

## Наукові праці
Автор понад 60 наукових та науково-методичних праць.

## Нагороди
- Відмінник освіти України
- Заслужений працівник освіти України
- «В память 1500-летия Киева» (1982 рік)
- Подяка Міністра цивільної авіації СРСР (1986 рік)
- Нагрудний знак «Відмінний дружинник УРСР» (1990 рік)
- Подяка Кабінету Міністрів України (2003 рік)
- Почесна грамота Державного департаменту авіаційного транспорту України (2004 рік)
- Нагрудний знак «Почесний працівник авіаційного транспорту України» (2009 рік)
- Медаль «За сприяння Збройним Силам України» (2009 рік)
- Нагрудний знак «Петро Могила» (2010 рік)

## Ланки
- НАУ: Проректор з навчальної роботи — Полухін Анатолій Васильович